# Le Beaucet
Le Beaucet é uma comuna francesa na região administrativa da Provença-Alpes-Costa Azul, no departamento de Vaucluse. Estende-se por uma área de 9,04 km². Em 2010 a comuna tinha 362 habitantes (densidade: 40 hab./km²).